# Rosa uniflorella
Rosa uniflorella är en rosväxtart som beskrevs av Buzunova. Rosa uniflorella ingår i släktet rosor, och familjen rosväxter.

## Underarter
Arten delas in i följande underarter:
- R. u. adenopetala
- R. u. uniflorella